# Robert Daniel Conlon
Robert Daniel Conlon (Cincinnati, Ohio, 4 de dezembro de 1948) é um ministro americano e bispo católico romano emérito de Joliet, Illinois.
Robert Daniel Conlon cresceu em Hyde Park, um bairro de Cincinnati. Ele foi ordenado diácono na Catedral de Cincinnati em 9 de março de 1974 e mais tarde serviu como diácono em uma comunidade da igreja. Foi ordenado sacerdote em 15 de janeiro de 1977 pelo arcebispo de Cincinnati, Joseph Bernardin.
Em 31 de maio de 2002, o Papa João Paulo II o nomeou Bispo de Steubenville. O arcebispo de Cincinnati, Daniel Edward Pilarczyk, consagrou-o bispo em 6 de agosto do mesmo ano; Os co-consagradores foram Gilbert Ignatius Sheldon, bispo emérito de Steubenville, e Sydney Anicetus Charles, bispo de Saint George's em Granada. Seu lema é Take Courage ("Seja encorajado").
Em 17 de maio de 2011, o Papa Bento XVI o nomeou Bispo de Joliet em Illinois. A solenidade de inauguração ocorreu no dia 14 de julho do mesmo ano. Em 4 de maio de 2020, o Papa Francisco aceitou a renúncia de Robert Daniel Conlon.